# Johann Georg Leutmann
Johann Georg Leutmann (* 30. November 1667 in Wittenberg; † 5. Märzjul. / 16. März 1736greg. in Sankt Petersburg) war ein deutscher Feinmechaniker, Optiker und Physiker.

## Leben
Leutmann studierte Theologie, Medizin, Mathematik und Physik an der Universität seiner Heimatstadt Wittenberg. Nach Beendigung des Studiums bekam er eine Pfarrstelle in Dabrun in der Nähe von Wittenberg, wo er neben seiner Tätigkeit als Pfarrer zunächst auch Landwirtschaft betrieb. In Dabrun richtete er sich eine mechanische Werkstatt und ein chemisches Labor ein, wo er viel Zeit verbrachte. 1718 veröffentlichte er die erste Fassung seines Werkes Vollständige Nachricht von den Uhren und nachfolgend weitere Schriften über Mechanik. Diese Publikationen sowie seine von ihm konstruierten Uhren, seine optischen Gläser und mechanischen Geräte machten ihn europaweit bekannt.
Nach Gründung der Kaiserlichen Akademie der Wissenschaften in Sankt Petersburg erhielt er von dieser eine Einladung, die er 1726 annahm. Er wurde Professor der Mechanik und Optik an der Akademie und zugleich deren ordentliches Mitglied. In Sankt Petersburg widmete er sich weiterhin der Entwicklung neuer Geräte und Instrumente. Er konstruierte Uhren, Waagen, meteorologische und andere Instrumente und arbeitete zur Metallkunde. Er forschte unter anderem zur Ausdehnung von Metallen bei Erwärmung und entwickelte ein chemisches Verfahren zur Gewinnung von hochreinem Silber sowie eine Methode zur Bestimmung des Silbergehalts von Legierungen. Unter der Regentschaft der Kaiserin Anna Iwanowna wurde er für einige Zeit als Berater zur Münzprägeanstalt nach Moskau geschickt.
In Russland veröffentlichte Leutmann seine Schriften vor allem in der Akademiezeitschrift Commentarii Academiae scientiarum Imperialis Petrpolitanae. Gegenstand mehrerer dieser Beiträge ist die Geometrie.